# Dolmen von Kervignon
Der Dolmen von Kervignon (auch Kervignon Dolmen genannt) liegt südlich des örtlichen Sportzentrum von Plobannalec bei Quimper, im Département Finistère in der Bretagne in Frankreich. Dolmen ist in Frankreich der Oberbegriff für neolithische Megalithanlagen aller Art (siehe: Französische Nomenklatur).
Der auf der Oberseite stark abgewitterte, etwa quadratische Deckstein liegt an der einen Seite schräg auf zwei Tragsteinen auf und stützt sich auf der anderen auf einen kleinen Reststein. Es handelt sich um die Überreste eines Dolmens von dem ein Großteil zerstört worden ist. Der erhaltene Teil war vielleicht ein Gang, da dessen Seitensteine klein sind.
Der Dolmen von Kervignon liegt nicht weit von den Dolmen von Kervadol.